# Rhypodes crinitus
Rhypodes crinitus är en insektsart som beskrevs av Alan C. Eyles 1990. Rhypodes crinitus ingår i släktet Rhypodes och familjen fröskinnbaggar. Inga underarter finns listade i Catalogue of Life.